# 翁布里亚区贾诺
翁布里亚区贾诺（義大利語：Giano dell'Umbria），是意大利翁布里亚大区佩鲁贾省的一个市镇。总面积44.43平方公里，人口3781人，人口密度85.1人/平方公里（2009年）。ISTAT代码为054021。